# 1580 в Україні

## Події
- Іван Федоров видрукував в Острозькій друкарні першу повну слов'янську Біблію.
- Низові козаки гетьмана Яна Оришовського вдерлися у московські землі і спалили місто Стародуб, з великою здобиччю повернулися назад.
- Десантом з моря 3000 козаків осавула Нечая беруть штурмом одну за одною турецькі фортеці, що стояли на місці нинішніх Туапсе, Сухумі, Поті і Батумі, по тому рушають і здобувають Трапезонт, Сіноп, Кілію.
- староста Луцький Олександр-Фрідріх Пронський

## Особи

### Народились
- Петро Михайлович Забіла (1580—1689) — генеральний суддя в адміністрації гетьмана Івана Брюховецького, в 1669—1685 роках — генеральний обозний.
- Йосафат (Кунцевич) (1580—1629) — архієпископ Полоцький, засновник монашого ордену Василіян (ЧСВВ).
- Шимон Окольський (1580—1653) — польський шляхтич, домініканський чернець, шляхетський хроніст та мемуарист Речі Посполитої, відомий геральдик і проповідник. Автор гербівника «Orbis Polonus» у трьох томах.

### Померли
- Юрій Збаразький (староста) (? — 1580) — князь українського-литовського походження, державний діяч Речі Посполитої.
- Ян Сененський (галицький каштелян) — польський шляхтич, урядник Королівства Польського, Речі Посполитої.

## Засновані, зведені
- Перша писемна згадка про село Панасівку (нині Підволочиського району Тернопільської області)
- Перша писемна згадка про село Полупанівку (нині Підволочиського району Тернопільської області)
- Письмова згадка про Немирів, Шпендівку (Кагарлицький район).
- Італійський дворик (Львів)
- Нещерів
- Перегонівка (Обухівський район)
- Поточище
- Саїнка